# 无定形碳

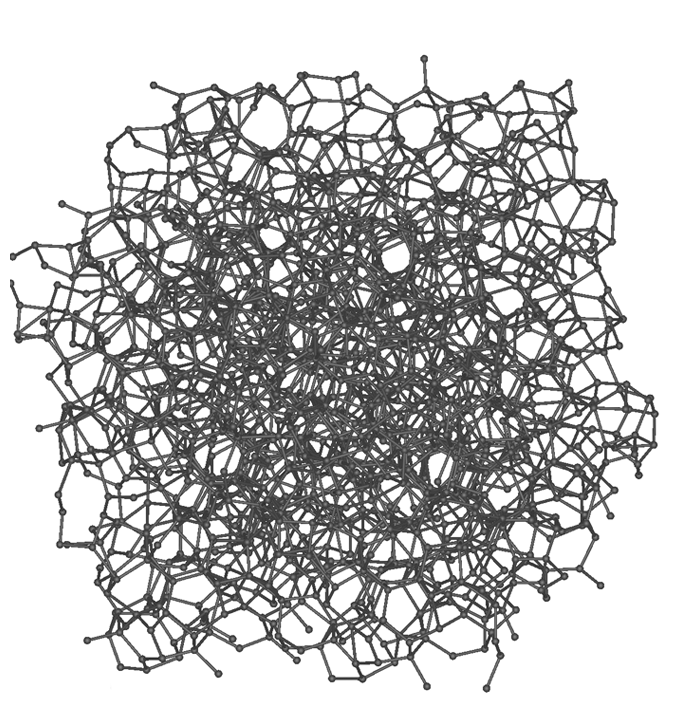
無定形碳之晶體結構

无定形碳（英語：Amorphous carbon）是一種非晶體結構且富含反應性的碳。所谓无定形碳是指其内部结构而言，部分無定形碳的末端可能與氫以懸鍵結合，形成氫化無定形碳。

## 現代科學
20世紀後半葉，隨著現代薄膜沉積和生長技術的發展，如化學氣相沉積、濺射沉積和陰極電弧沉積，讓製造真正的無定形碳材料變可能。
真正的無定形碳具有定域化π電子（與石墨中的芳香族π鍵相反），且其鍵的長度和距離與其他碳的同素異形體不同。它還含有高濃度的懸鍵；這些導致使用衍射測量原子間距的偏差超過5%，並且鍵角也發生明顯變化。

## 礦物學
在礦物學上的定義，无定形碳泛指除了石墨與鑽石之外的不純碳物質，包括了：
- 煤炭
- 煤煙
- 焦炭
- 木炭
- 骨炭
- 碳化物衍生碳（英语：Carbide-derived carbon）

无定形碳跟少量砂子、氧化铁催化剂混合，在约3500℃中加热，使产生的碳蒸气凝聚，可得人造石墨。
在15世纪就已知道属于无定形碳的木炭具有吸附性。19世纪在提纯白糖时就开始使用木炭。以后又对无定形碳进行很多处理，产生了一些种类。

## 参看
- 碳
- 同素异形体
- 玻璃碳
- 類金剛石碳
- 碳煙
- 煤煙